# Агалега острва
Агалега острва су два острва у Индијском океану, која се налазе 1.100 km северно од Маурицијуса. Острва, која су у саставу Републике Маурицијус, имају површину од 70 km² .
На северном острву се налази главни град Вингт Синк и аеродром, док се на Јужном острву налази село Санте Рита. 
Острва су позната по кокосовим орасима, чија је производња главна грана индустрије. Једно време ниједна валута није вредила на острву већ су ваучери издати од стране владе били средство плаћања. 